# Jánský vrch (Krkonoše)
Jánský vrch (německy Johannesberg) je vrchol v České republice ležící v Krkonoších.

## Geomorfologické zařazení
Vrch se nachází v celku Krkonoše, podcelku Krkonošské rozsochy a okrsku Žalský hřbet.

## Poloha
Jánský vrch je jediným z vrcholů Žalského hřbetu, který nepřesahuje nadmořskou výšku 1000 metrů. Nachází se asi 1,5 km severovýchodně nad obcí Benecko, asi 6 kilometrů jihozápadně od Špindlerova Mlýna, asi 6,5 km severozápadně od Vrchlabí a asi 8,5 km severovýchodně od Jilemnice. V rámci Žalského hřbetu jej od na severu sousedícího vrcholu Šeřína odděluje poměrně výrazné sedlo Rovinka, od jižněji položeného Zadního Žalého naopak sedlo velmi mělké. Západní a východní svah vykazují značné převýšení a prudkost. Pouze na severozápadě vrchu se nachází asi 1 km dlouhý výběžek a proto je zde svah zpočátku mírný. Vrch se nachází na území Krkonošského národního parku.

## Vodstvo
Jánský vrch se společně s celým Žalským hřbetem nachází na rozvodí Labe a Jizery. Potoky stékající z východního svahu jsou přímo levými přítoky Labe, potoky ze západního svahu se vlévají do Jizerky, která je levým přítokem Jizery.

## Vegetace
Vrcholové partie Jánského vrchu jsou porostlé téměř souvislým lesem z převahou smrku ztepilého. Luční porosty v okolí horských bud se nacházejí v nižších partiích východního a západního svahu.

## Komunikace a stavby
Západním úbočím Jánského vrchu prochází neveřejná asfaltová cesta ze Špindlerova Mlýna na Benecko. Zeleně značená turistická trasa 4371 spojující stejné body vede po pěšině o něco výše. Přímo přes vrchol je v jihoseverním směru vedena podpovrchová trasa plynovodu napájejícího Špindlerův Mlýn. Jeho trasu zde sleduje lesní cesta a červeně značená Bucharova cesta ze Žalého na Horní Mísečky. Svahy vrchu obsluhují další neznačené lesní cesty různých kvalit.